# Peter Michael
Peter Michael Braz dos Santos Silva, de nome artístico Peter Michael (Neuss, 26 de Setembro de 1975), é um ator e dobrador de filmes portugueses, nascido na Alemanha. É irmão do também ator e dobrador Rui Luís Brás.

## Teatro
- Nana ... ... ... Nunca Terra em vez de Peter Pan (2005)
- Poesia ... ... ... Afixação Proibida (2005)
- Marley, Vagabundo e Médico ... ... ... Conto de Natal (2004)
- Zé Luís ... ... ... O Homem da Picareta (2004)
- Várias Personagens ... ... ... Portugal é uma comédia Musical (2004)
- Homem, Poeta 1 e Pai ... ... ... O Homem do Pé Direito (2003)
- Príncipe, Sol e Bruxa vesga ... ... ... A Montanha também quem (2003/2004)
- O Homem de Veludo ... ... ... The Scum Show (2003/2004/2005)
- Vítor Frankestein ... ... ... Frankenstein (2002)
- O Alemão ... ... ... O Vidro (2002)
- Ben Butler... ... ... Divisões (2001)
- Várias Personagens ... ... ... Lan Tau (2000)
- Bill ... ... ... Pop Corn (2000)
- João Sem Medo ... ... ... O natal de João Sem Medo (1998)
- Moço de fretes ... ... ... LX dos Pregões (1996)
- Vendedor ... ... ... ADN (1996)
- Várias Personagens ... ... ... Si contra Fá (1996)
- Walter Alberto, Orlíneo, Diabo ... ... ... O Diabo é Ciumento (1996)
- Lisandro ... ... ... Sonho de uma noite de verão (1995)
- Miguel ... ... ... Quem é velho sabe muito (1993)
- O Autor ... ... ... A sapateira prodigiosa (1989)

## Cinema
- Sérgio ... ... ... As regras do Jogo (2005)
- Simone ... ... ... 2ºDireito (2005)
- Roberto ... ... ... Anita na praia (2004)
- Lua ... ... ... Os Bons Alunos (2003)
- Pedro ... ... ... Com Tradição (2003)
- Lucas ... ... ... Cacto (2003)
- L`infermiér Muett ... ... ... L´ homme des foules (2000)
- Pedro ... ... ... Capitães de Abril (1999)
- Álvaro Gonçalves ... ... ... Inês de Portugal (1997)
- ???? ... ... ... O Dia do Músico (1996)
- Nuno ... ... ... Roleta Russa (1996)
- Pedro ... ... ... Sur un air de Mambo (1995)
- Luis Mallet ... ... ... Une femme dans la tourmente (1994)
- Ajudante de Baltazar ... ... ... El Rey de Nápoles (1993)
- Protestant ... ... ... La Reine Margoux (1993)
- Coupain de Francisca ... ... ... La regle du silénce (1993)
- Le prostitut ... ... ... Pêge (1993)
- Le bagageur ... ... ... L´Association de bienfaiteurs (1992)
- André da Silva ... ... ... O Judeu (1987)

## Televisão
- Crítico de cozinha ... ... ... A Protegida (2025)
- Dr. Barros ... ... ... A Fazenda (2024)
- Jesualdo ... ... ... Cacau (2024)
- Dr. Tavares ... ... ... Senhora do Mar (2024)
- Médico ... ... ... Papel Principal (2023)
- Jornalista ... ... ... Por Ti (2022)
- Amar Depois de Amar (2019)
- António ... ... ... Inspetor Max (2019)
- Paixão (2017)
- O Beijo do Escorpião (2014)
- Sol de Inverno (2014)
- Bem Vindos a Beirais (2013)
- Agente Octávio ... ... ... Destinos Cruzados (2013)
- Doce Tentação (2012)
- Alves Cardoso ... ... ... Dancin' Days (2012)
- Advogado ... ... ... Remédio Santo (2011/2012)
- Tomás ... ... ... Inspector Max (2005)
- Rodrigo ... ... ... Morangos com Açúcar (2004)
- Júlio ... ... ... Inspector Max (2004)
- Quim Zé ... ... ... A.I.J. E.S.U.S. (2003)
- Sérgio Sotto e Castro ... ... ... Anjo Selvagem (2002)
- Gustavo ... ... ... Esquadra de Policia (1999)
- Várias personagens ... ... ... Débora (1998)
- Paulo ... ... ... Riscos (1997)
- Rapaz dos cintos ... ... ... Trapos e Companhia (1995)
- D.Fernando de Castro, Rei D. Afonso V ... ... ... O rosto da Europa (1993/1994/1995)
- Tadeu Guia ... ... ... Os melhores anos II (1992)
- Pedro ... ... ... A esfera Ki (1992)
- Henrique ... ... ... My secret summer (1991)
- Apresentador do programa ... ... ... Acontecimentos Lda (1991)
- Tadeu Guia ... ... ... Os melhores anos (1990)
- Prado e árbitro ... ... ... Quem manda sou eu (1990)

## Dobragens (e directores de dobragem)
- Marshall Pike .... Sunny Entre Estrelas - Luísa Salgueiro
- PJ Duncan .... Boa Sorte, Charlie! - Carlos Macedo
- Franjinhas e o Carrossel Mágico - Cláudia Cadima
- Cufflingk .... Vallant - Cláudia Cadima
- Boo ... Back to Gaya - José Jorge Duarte
- Inspector Gadget - Rui de Sá
- Cro - Cármen Santos
- Imperador Kuzco ... Pacha e o Imperador - Carlos Freixo
- Imperador Kuzco ... Pacha e o Imperador 2: A Grande Aventura de Kronk - Carlos Freixo
- Grinch - Cristina Carvalhal
- Selva Sobre Rodas - Luísa Salgueiro
- Norves ... Sorria e vá! e o Braseiro de dois Queimadores - José Jorge Duarte
- Scamper ... Igor - José Jorge Duarte
- O Pequeno Stuart Little 3
- Terry ... Monstros versus Aliens - José Jorge Duarte
- Planeta 51 - José Jorge Duarte
- Yammo ... Pallastrike na Ilha de Páscoa - José Jorge Duarte
- Bigob ... O Skatenini e as Dunas Douradas - José Jorge Duarte
- Nerino .. Conheça o Crazy World - José Jorge Duarte
- Lombardo ... Happy Feet - José Jorge Duarte
- Artur e os Minimeus - José Jorge Duarte
- Jake ... Twennies - Cláudia Cadima
- Sílvio - Cláudia Cadima
- Luluzinha - Cláudia Cadima
- Manny Mãozinhas - Luísa Salgueiro
- Pedro e Ana - Cláudia Cadima
- Power Rangers: Turbo - Cláudia Cadima
- Power Rangers: Samurai - Saul Gaspar
- Tarzan - Cláudia Cadima
- A loja dos bichinhos - Rui de Sá
- A janela de Allegra - Rui de Sá
- A cidade dos cães - Rui de Sá
- Mortadelo e Filemon - Rui de Sá
- Heróis da Bíblia - Rui de Sá
- Moisés o príncipe do Egipto - Rui de Sá
- Vickie, o Vicking - Rui de Sá
- Sargento García, Comandante Ramón ... Zorro - Rui de Sá
- A Estrela de Gaspar - Jorge Humberto
- A Demanda do R - Teresa Sobral
- As viagens de Vasco - Teresa Sobral
- Vozes adicionais ... Shrek - Paulo Oom
- Ewan ... 102 dálmatas - Carlos Freixo
- Vozes adicionais ... Shrek 3 - Ermelinda Duarte
- Vozes Adicionais ... Shrek Para Sempre - Ermelinda Duarte
- A Luzinha - Teresa Sobral
- Willie ...Abelha Maia - Rui de Sá
- Willie ... Abelha Maia - Carla de Sá
- Wheezy Comandante ...Toy Story 2 - Rui Paulo
- O caminho para El Dorado - Paulo Oom
- Como cães e gatos - Carlos Freixo
- Inspector Gadget - Paulo Oom
- Brock; James ... Pokemón - Rui de Sá
- Brock; James ... Pokemón 1 e 2 - Carlos Freixo
- Borck; James ... Pokemón 3 - José Jorge Duarte
- Brock; James... Pokémon 4 - José Jorge Duarte
- Vozes adicionais ... Sinbad a lenda dos sete mares - Cláudia Cadima
- Pippi das meias altas - Cármen Santos
- A princesa do Nilo - Adriano Luz
- Ultimate Spiderman - Paulo Oom
- Avô , Apu, Cletus, Carl  ... Os Simpsons: O filme - Ermelinda Duarte
- A Rã valente - Adriano Luz
- Samurai X - Carla de Sá
- Alvin e os esquilos - Carla de Sá
- Cow and Chicken - Carlos Macedo
- Hipernautas - Cláudia Cadima
- Joey ... Friends - João Perry
- Superman - João Perry
- O segredo de Anastácia - Rui de Sá
- Yolanda - Carlos Macedo
- O Cisne Encantado - José Jorge Duarte
- Sid ...A Idade do Gelo - José Jorge Duarte
- Sid ... A Idade do Gelo 2: Descongelados - José Jorge Duarte
- Sid ...A Idade do Gelo 3: O Despertar dos Dinossauros - José Jorge Duarte
- Sid ... A Idade do Gelo: Um Natal de Mamute - José Jorge Duarte
- Sid ... A Idade do Gelo 4: Deriva Continental - José Jorge Duarte
- Sid ... A Idade do Gelo: A Grande Caça ao Ovo - José Jorge Duarte
- Sid ... A Idade do Gelo: O Big Bang - Cláudia Cadima
- Ferngully A floresta mágica - António Feio
- Dr.Dolittle - Rui de Sá
- A volta ao mundo de Willy Fog - João Perry
- O segredo de Mulan - Rui de Sá
- A pequena sereia 2 - Carlos Freixo
- Gorthan Tom e Jerry: Velocidade Peluda - Carlos Friexo
- Cenourinha - Cláudia Cadima
- A patrulha dos sapos - Cláudia Cadima
- A loja do Noddy - Cláudia Cadima
- Carland Cross - Cláudia Cadima
- Patrulha S.O.S. - Cláudia Cadima
- O hospital dos ratinhos- Cláudia Cadima
- Enigma- Cláudia Cadima
- Em busca do vale encantado - Ermelinda Duarte
- Animaniacs - Ermelinda Duarte
- MIB Homens de negro - Adriano Luz
- Skysurfers - Adriano Luz
- Skydancers - Adriano Luz
- Onde está o Wally - Adriano Luz
- Maisy - Alexandra Sedas
- Teletubbies - Alexandra Sedas
- Eureka - Alexandra Sedas
- Timon e Pumba - Luísa Salgueiro
- Mark Penas ... Ducktales - Luísa Salgueiro
- P.J. ... A trupe do Pateta - Carlos Freixo
- Hércules - Cláudia Cadima
- Michael ... E.T. - Cláudia Cadima
- Teamo Supremo - Ermelinda Duarte
- Capitão Estrela - Joel Constantino
- Teo - Cláudia Cadima
- O cavalo de prata - Ermelinda Duarte
- O leão de Oz - Luísa Salgueiro
- Um Dinossauro em Nova Iorque - Ermelinda Duarte
- As viagens de Costeau - António Montez
- Sandokan - Carla de Sá
- Roll ... Uma vida de insecto - Cármen Santos
- Migthy Ducks - Cármen Santos
- Action Man - António Feio
- Shark Force - António Feio
- Dagwood - Cláudia Cadima
- Kenai e Koda - Cláudia Cadima
- Linus ... Charlie Brown - Maria João Miguel
- Sagwa - Rui Quintas
- Caranguejo ... O Gato - José Jorge Duarte
- O paraíso da barafunda - Cláudia Cadima
- Vozes adicionais ... Os incríveis - Rui Paulo
- Harry Potter ... Harry Potter e o Prisioneiro de Azkaban - José Jorge Duarte
- Harry Potter ... Harry Potter e o Cálice de Fogo - José Jorge Duarte
- Vozes adicionais -Herbie: Prego a Fundo - Carlos Freixo
- Aviões: Equipa de resgate - Carlos Freixo
- Sininho salva as fadas - Carlos Freixo
- Sininho Fadas e Piratas - Carlos Freixo
- Linus ... Peanuts - Maria João Miguel
- Phil do Futuro - Paulo B
- Cory na Casa Branca - Carlos Macedo
- Coelho Branco ... Alice no país das maravilhas - Carlos Freixo
- Coelho Branco ... Alice do Outro Lado do Espelho - Carlos Freixo
- Scooby Doo - Carlos Freixo
- Vozes Adicionais ... Shrek - Paulo Oom
- Vozes adicionais ... Shrek 2 - Carlos Freixo
- Action Men - Cármen Santos
- Vozes adicionais ... O Gangue dos tubarões - José Jorge Duarte
- Garfield: O Filme - Cláudia Cadima
- McBunny ... Garfield 2 - Cláudia Cadima
- Vozes adicionais ... Os Flinstones - Cármen Santos
- Kowalski ... Os Pinguins de Magadácasr; Numa nova Missão: Cláudia Cadima
- Obras e manobras - Ermelinda Duarte
- As pistas da Blue - Helena Montez
- As letras mágicas - Helena Montez
- Vozes adicionais ... Carros - Carlos Freixo
- Grem, Mel Dorado ...  Carros 2 - Carlos Freixo
- Carros Toon: Os Contos de Mate - Carlos Freixo
- Idie Threat; Shifty Sidewinder ... Carros Toon: Histórias de Radiador Springs - Carlos Freixo
- Transitron, Super-Bolsa ... Toy Story de Terror! - Carlos Freixo
- Kim Ly ... Turbo - José Jorge Duarte
- Ferb ... Phineas e Ferb - Carlos Freixo
- Robô dos anos 80, Jack Black  ... Os Marretas - Carlos Freixo
- Zeke e Luther - Paulo Oom
- A.N.T Farm - Mário Redondo
- Austin e Ally - Carlos Macedo
- Lagarto Feiticeiro; KoalaKóptero... O Pequeno Buzz - Carlos Freixo
- Kai ... Frozen  - Carlos Freixo
- Baymax ... Big Hero 6 - Carlos Freixo
- Lug ... A Canção do Mar - Ermelinda Duarte
- Vaiana - Carlos Macedo
- Miss Crawley ... Cantar! - Cláudia Cadima
- Arnaldo ... A Carrinha Mágica - Ermelinda Duarte
- Vozes adicionais ... A Bela e o Monstro (2017) - Carlos Macedo
- Treebor ... A Idade da Pedra - José Jorge Duarte

## Curtas-metragens
- Ilusão (U-Hu Faz Misso! Filmes)
- 2º Direito (U-Hu Faz Misso! Filmes)
- Má Fila (U-Hu Faz Misso! Filmes)

## Locuções
- Diário de D. Manuel II (Documentário da SIC sobre centenário do regicídio em Portugal)
- Revista Playstation 2-Padres (Anúncio)

## Videoclipes
- Nada Perder - Sir Scratch

## Publicidade
- Campanha de Segurança Social
- "JACKPOT" Santa Casa de Misericórdia de Lisboa
- Finíssimos Nobre
- Moviflor Show
- Espírito de Natal Moviflor
- Galeria.pt (três anúncios)

## Habilitações Literárias
- Bacharelato do curso Superior de Teatro da Escola Superior de Teatro e Cinema de Lisboa
- Curso Técnico Profissional de Desenho Têxtil - Escola de Artes Decorativas António Arroio

## Habilitações Profissionais
- Workshop de escrita por Nuno Artur Silva
- Workshop de memória sensorial por Michael Margotta
- Workshop de Cinema por Marie Brant
- Workshop de Teatro por Luca A prea
- Workshop de Teatro por John Mowat
- Workshop de Contact dance por Peter Michael Dietz
- Workshop de teatro do oprimido-Chapitô
- Workshop de Teatro na Faculdade de Ciências de Lisboa com Carlos Macedo (Universidade Nova)